# Tipula nevada
Tipula nevada är en tvåvingeart som beskrevs av Dufour 1990. Tipula nevada ingår i släktet Tipula och familjen storharkrankar. Inga underarter finns listade i Catalogue of Life.